# Municipio de Kroschel
El municipio de Kroschel (en inglés: Kroschel Township) es un municipio ubicado en el condado de Kanabec en el estado estadounidense de Minnesota. En el año 2010 tenía una población de 216 habitantes y una densidad poblacional de 2,31 personas por km².

## Geografía
El municipio de Kroschel se encuentra ubicado en las coordenadas 46°7′43″N 93°8′10″O / 46.12861, -93.13611. Según la Oficina del Censo de los Estados Unidos, el municipio tiene una superficie total de 93.35 km², de la cual 89,56 km² corresponden a tierra firme y (4,06 %) 3,79 km² es agua.

## Demografía
Según el censo de 2010, había 216 personas residiendo en el municipio de Kroschel. La densidad de población era de 2,31 hab./km². De los 216 habitantes, el municipio de Kroschel estaba compuesto por el 99,07 % blancos, el 0,46 % eran amerindios y el 0,46 % eran de una mezcla de razas. Del total de la población el 0 % eran hispanos o latinos de cualquier raza.